# Бремен (Алабама)
Бремен (англ. Bremen) — невключена територія в окрузі Каллмен, штат Алабама, США. 

## Демографія
Станом на липень 2007 на території мешкало 8517 осіб. 
Чоловіків — 4287 (50.3 %);

Жінок — 4230 (49.7 %).
Медіанний вік жителів: 37.3 років;
по Алабамі: 35.8 років.

### Доходи
Розрахунковий медіанний дохід домогосподарства в 2009 році: $38,874 (у 2000: $34,234);
по Алабамі: $40,489.
Розрахунковий дохід на душу населення в 2009 році: $19,925.
Безробітні: 6,7 %.

### Освіта
Серед населення 25 років і старше: 
Середня освіта або вище: 64,5 %;

Ступінь бакалавра або вище: 9,9 %;

Вища або спеціальна освіта: 3,3 %.

### Расова / етнічна приналежність
Білих — 7,555 (92.2 %);

 Афроамериканців — 487 (5.9 %);

 Відносять себе до 2-х або більше рас — 77 (0.9 %);

 Латиноамериканців — 49 (0.6 %);

 Індіанців — 16 (0.2 %);

 азіатів — 7 (0.09 %);

 Інші — 4 (0.05 %);

 Корінних жителів Гавайських островів та інших островів Тихого океану — 3 (0.04 %);

## Нерухомість
Розрахункова медіанна вартість будинку або квартири в 2009 році: $93,785 (у 2000: $72,100);
по Алабамі: $119,600.